# Hôtel-Dieu (Brie-Comte-Robert)

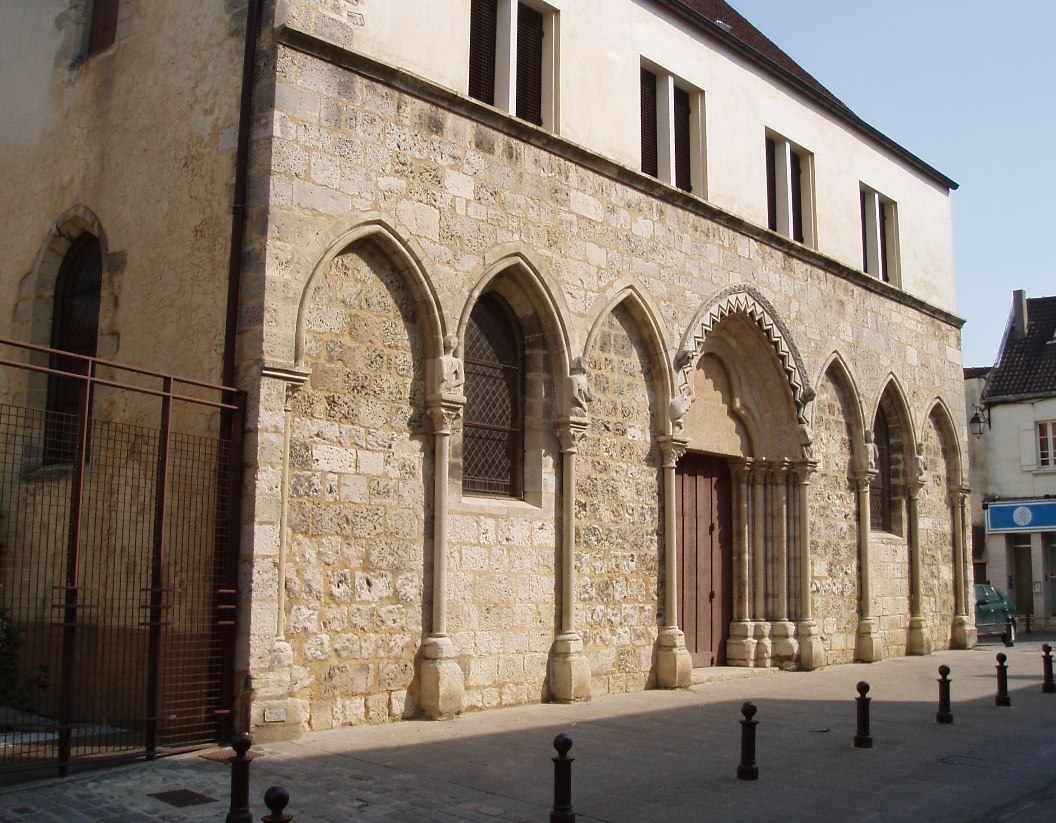
Hôtel-Dieu in Brie-Comte-Robert

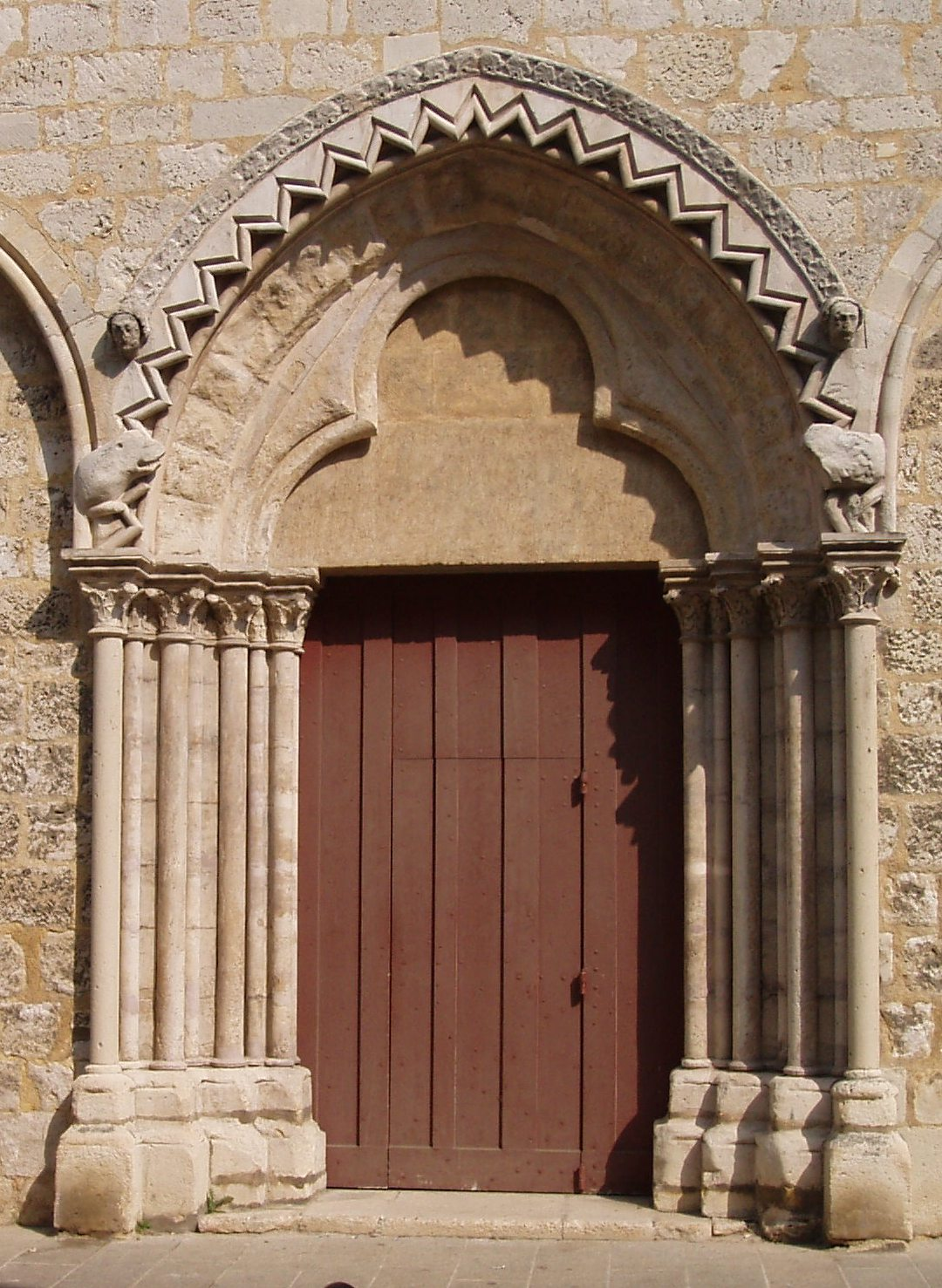
Portal

Das Hôtel-Dieu in Brie-Comte-Robert, einer französischen Gemeinde im Département Seine-et-Marne in der Region Île-de-France, wurde im 13. Jahrhundert errichtet. Das Gebäude an der Place des Halles ist seit 1840 ein geschütztes Baudenkmal (Monument historique).

## Geschichte
Das Hôtel-Dieu wurde von Robert II., Graf von Dreux und Braine, Anfang des 13. Jahrhunderts gegründet, um die Fremden zu beherbergen, die zu den Märkten in Brie-Comte-Robert kamen. 1207 ist die Kapelle des Hôtel-Dieu erstmals urkundlich überliefert. Das Hôtel-Dieu wurde von einer Bruderschaft unter der Leitung eines Priesters geführt. Es besaß im 14. Jahrhundert mehrere Mietshäuser und landwirtschaftliche Güter, mit deren Einnahmen es seine Aufgaben finanzierte.
Im Laufe der Jahrhunderte diente das Hôtel-Dieu immer mehr der Betreuung von Kranken und wurde im 19. Jahrhundert ein modernes Krankenhaus.
Seit 1995 wird die Kapelle des Hôtel-Dieu für kulturelle Veranstaltungen genutzt.

## Architektur
Von den alten Gebäuden des Hôtel-Dieu ist nur noch der untere Teil der gotischen Kapelle erhalten, die ehemals dem heiligen Eligius geweiht war. Die straßenseitige Fassade besitzt sechs Spitzbögen, die auf Säulen mit Kapitellen ruhen. In der Mitte befindet sich ein Zackenportal, das von Säulen gerahmt wird. An der Stelle des Tympanons ist ein Dreipassbogen angebracht.

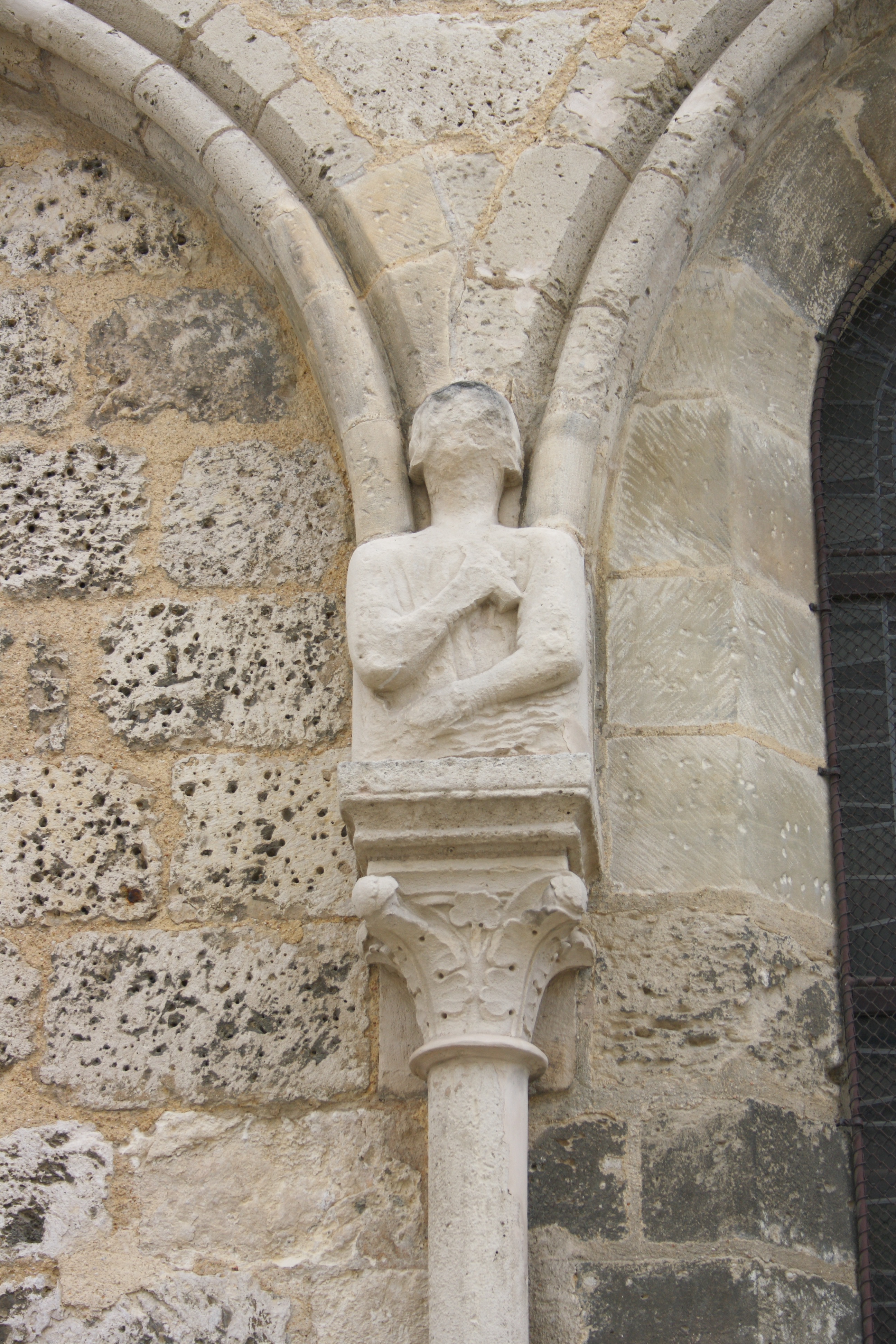
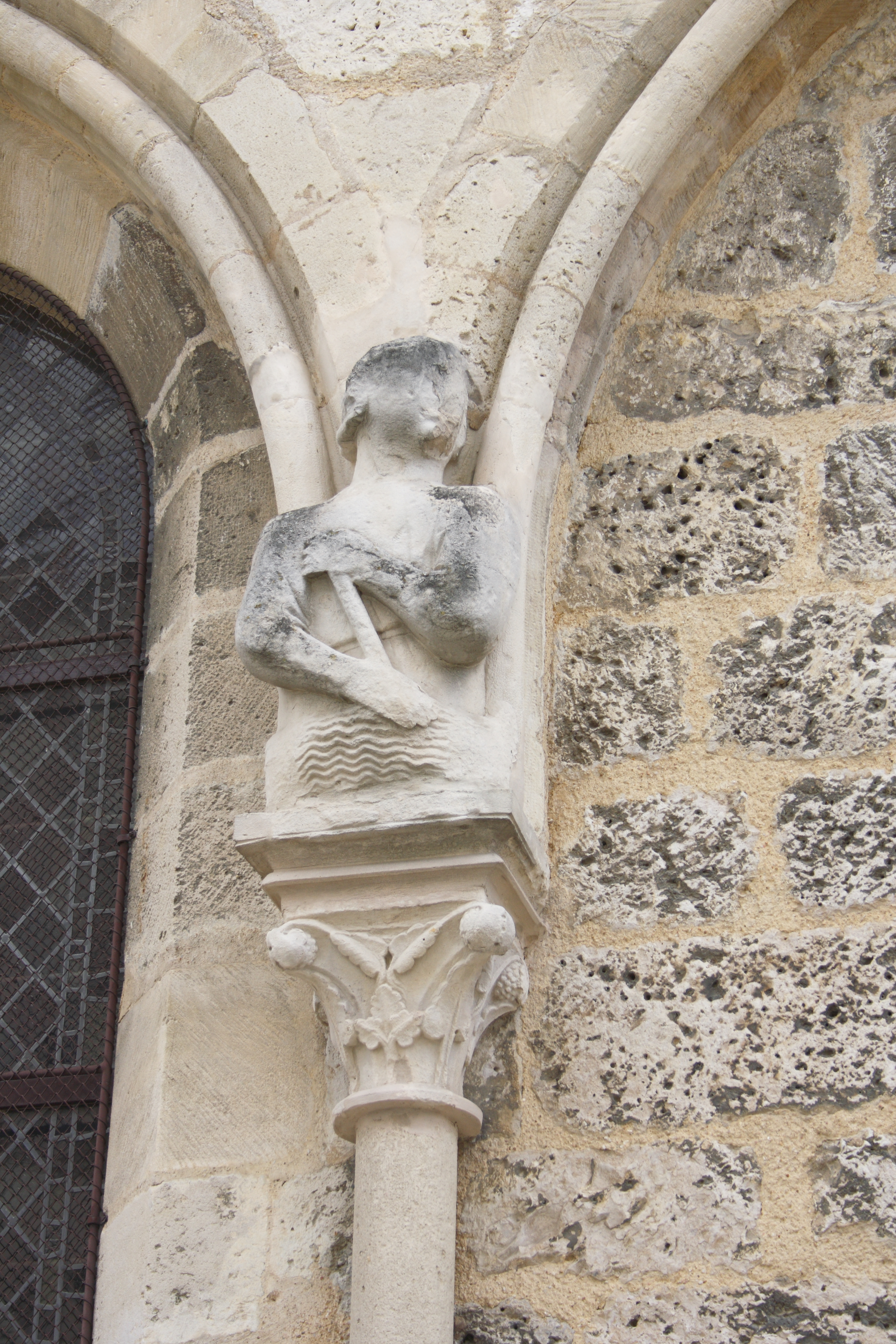
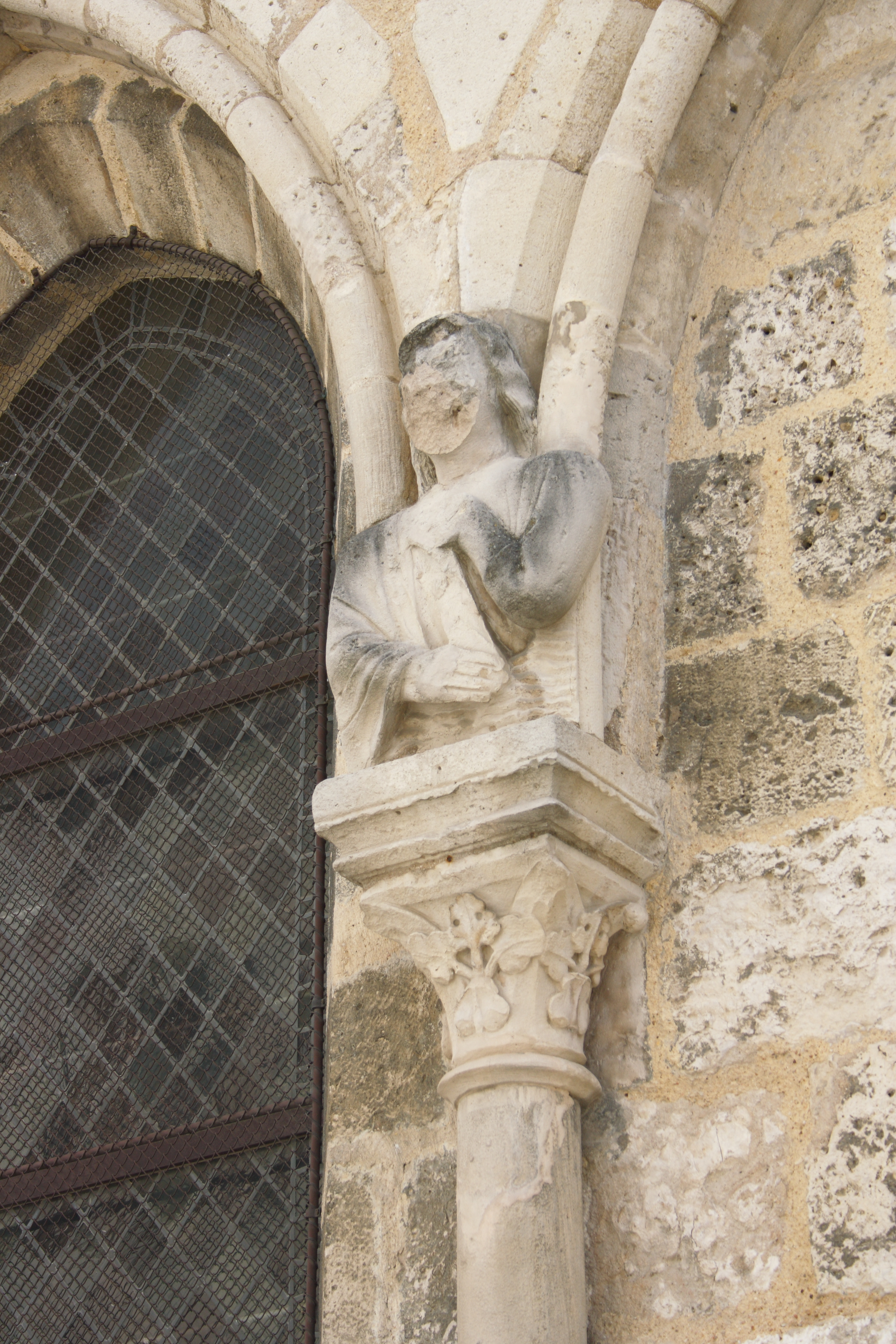
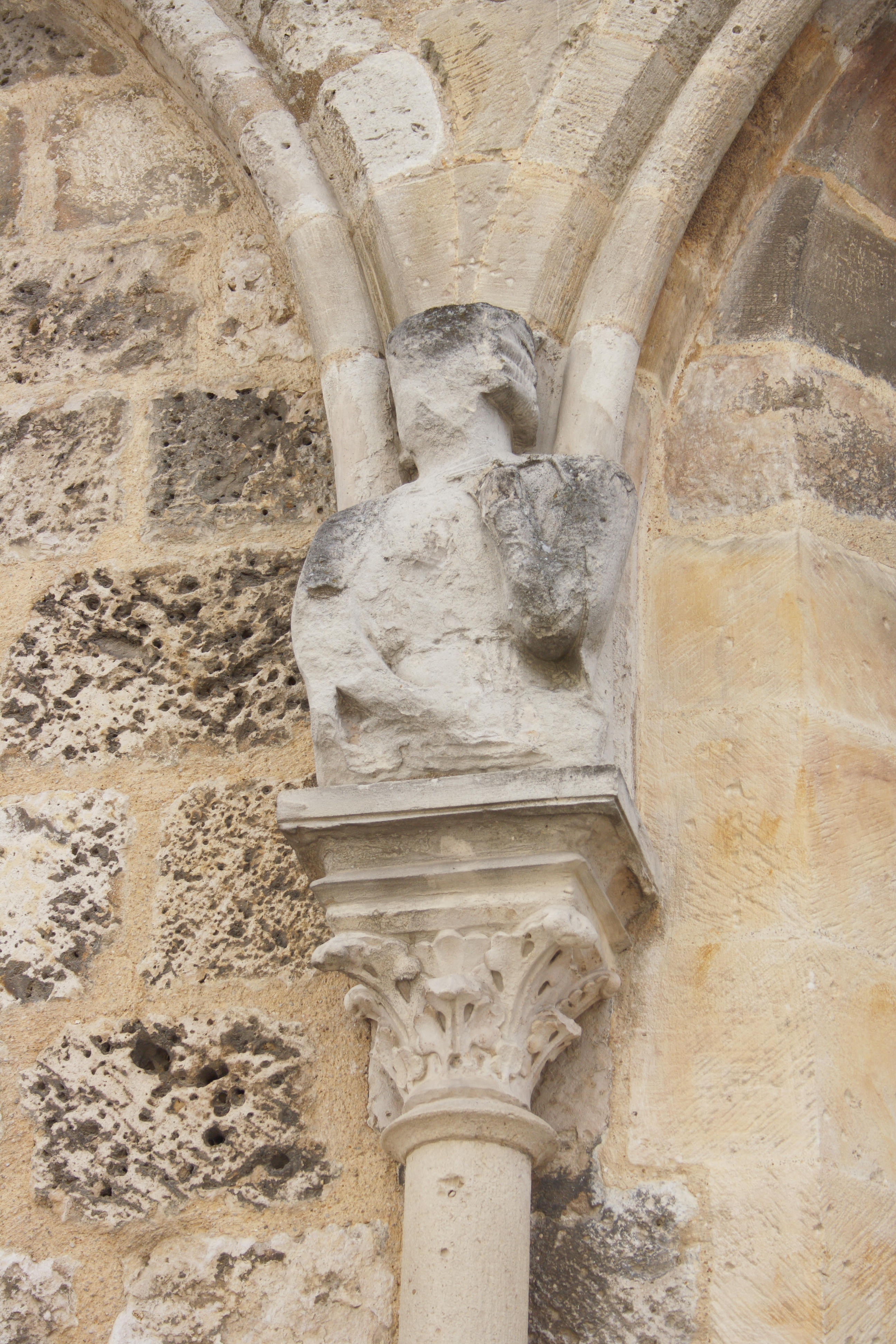